# Molophilus (Molophilus) crististylus
Molophilus (Molophilus) crististylus is een tweevleugelige uit de familie steltmuggen (Limoniidae). De soort komt voor in het Oriëntaals gebied.